# Orgue de la Parròquia de Sant Feliu (Llubí)
L'orgue de la Parròquia de Sant Feliu està situat a l'Església de Sant Feliu a Llubí, municipi de l'illa de Mallorca. L'instrument està situat al centre del cor, on sobresurt per sobre la barana, una posició habitual en les esglésies històriques per optimitzar l’acústica.

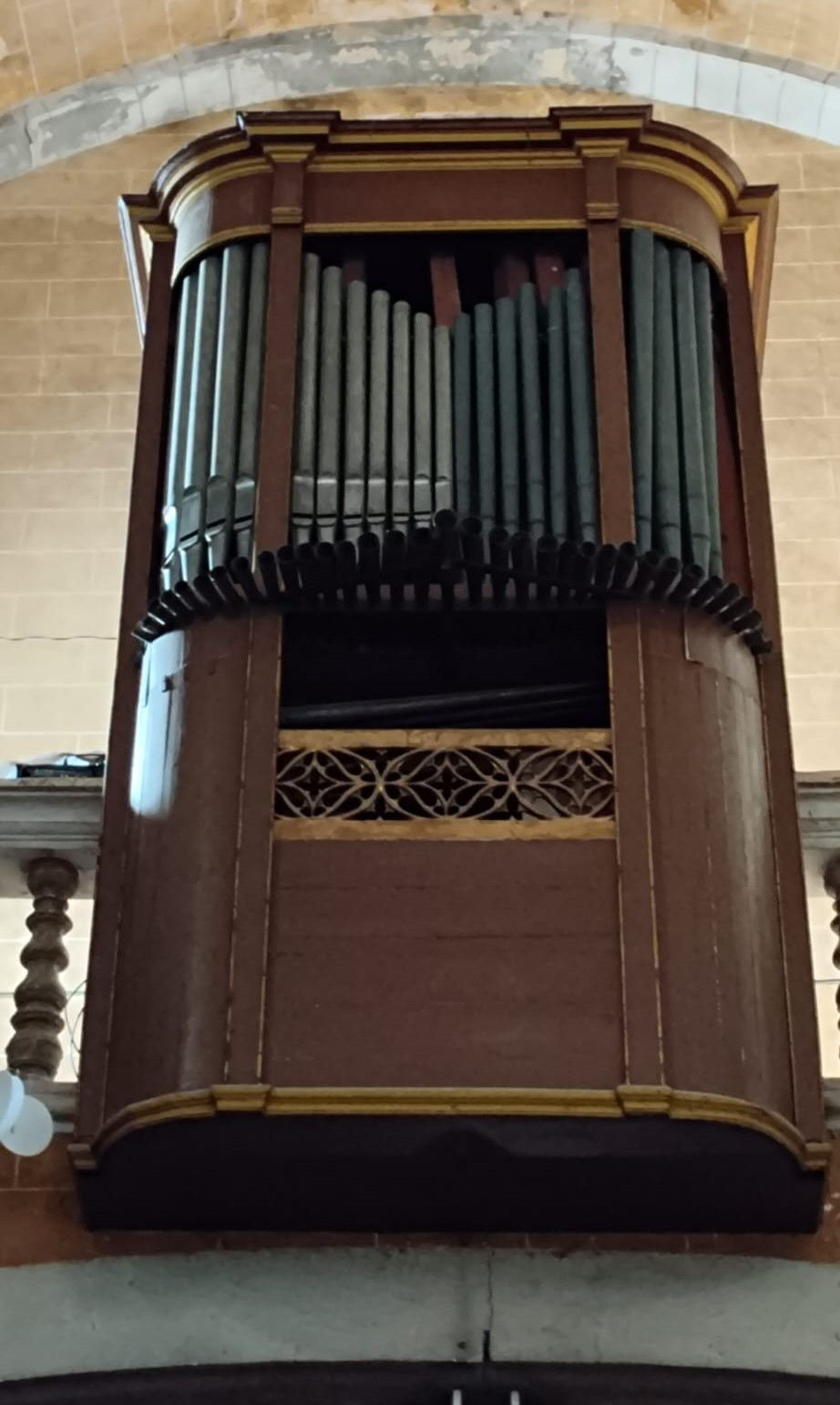
L'orgue vist des del centre de la Parròquia.

## Història
Malgrat no disposar de cap document que ho acrediti amb seguretat, podem deduir, per les seves característiques, que l'instrument va ser construït per Gabriel Thomàs a les primeres dècades del segle XIX. Aquesta deducció s’alinea amb la tradició artesanal dels constructors d'orgues a Mallorca, que en aquell període solien treballar amb una combinació de tècniques tradicionals i materials locals.
L'orgue de Sant Feliu té una història rica que es remunta al segle XIII. Després de la conquesta catalana de Mallorca, el territori va passar sota la influència del monestir de Sant Feliu de Guíxols, a Catalunya. Això explica per què l'església duu aquest patró. L’edifici actual, fruit de diverses ampliacions al llarg dels segles, es troba al centre del poble i ha estat testimoni de nombrosos esdeveniments culturals i litúrgics.
La petita capella va experimentar nombroses modificacions i ampliacions al llarg dels segles fins a esdevenir l’església actual. La primera gran reforma es dugué a terme a mitjan segle XVII, moment en què es va ampliar el temple seguint l’estil arquitectònic gòtic, característic del primer barroc. Aquesta ampliació està estretament vinculada a un esdeveniment històric rellevant per a Llubí: l’adquisició de la categoria de vicaria in capite per a l’església. Abans d’això, Castell Llubí depenia tant eclesiàsticament com administrativament del Consell de Muro, fet que obligava els habitants a desplaçar-se per rebre els sagraments. L’any 1660, amb la creació de la vicaria in capite, l’església va obtenir certs avantatges eclesiàstics i, a més, es van definir els límits geogràfics del terme de Llubí, que han perdurat pràcticament fins avui.
A finals del segle XIX, es va dur a terme una nova ampliació de l’església, afegint-hi dues capelles per banda i un nou absis, donant-li l’aspecte que presenta actualment.
Pel que fa al campanar, la seva estructura actual és el resultat de successives reformes i ampliacions. La seva construcció s’inicià al segle XVIII i es completà al segle XX amb l’afegit del coronament i la cúspide piramidal d’estil neogòtic.
En l’àmbit artístic, la família Torres, de gran rellevància en la producció artística entre els segles XVII i XIX, va deixar la seva empremta a la parròquia de Sant Feliu. En particular, Rafel Torres Rubert (c. 1756-1794) fou l’autor de les tres escultures de l’altar major (Sant Feliu, Sant Pau i Sant Antoni), així com d'altres elements escultòrics del retaule. És probable que comptàs amb l’ajuda del seu germà Guillem, qui tenia coneixements d’arquitectura i també participà en treballs a l’església de Llubí.
Aquest orgue va ser modernitzat amb la incorporació d’un motor que fa moure les manxes, una innovació que li permet evitar la dependència del sistema manual original. El renom constructor d'orgues Gerhard Grenzing va dur a terme una restauració a principis dels anys 70, donant nova vida a l'instrument. Tot i això, sembla que per manca de pressupost no es van completar tots els jocs que li mancaven, fet que suggereix que l’orgue podria oferir encara més potencial sonor amb una restauració completa.
Avui dia és utilitzat de forma normal per l'ofici i altres esdeveniments culturals en què s'hagués de fer ús de l'instrument.

## Descripció
L’orgue compta amb un teclat de 49 notes (C-c’’’), partit entre c/cs’. Aquesta característica indica un disseny compacte però funcional, pensat per adaptar-se a l’espai limitat del cor de l’església.
El pedal consta de 8 botons, que fan cantar un joc de contres tapades de 8’ permanent, a més d’una bombarda de 8’ accionada amb tirador. Aquesta disposició fa que l’instrument sigui capaç de generar un ampli espectre sonor, malgrat la seva mida més aviat petita.
| Mà esquerra | Mà dreta          |
| ----------- | ----------------- |
| Baixó       | Clarí             |
| Buit        | Buit              |
| Buit        | Trompeta Pedal    |
| Buit        | Buit              |
| Buit        | Buit              |
| Nasard      | Buit              |
| Trèmolo     | Nasard            |
| Tapadet     | Flauta Travessera |
| Flautat     | Flautat           |